# Костенківські венери

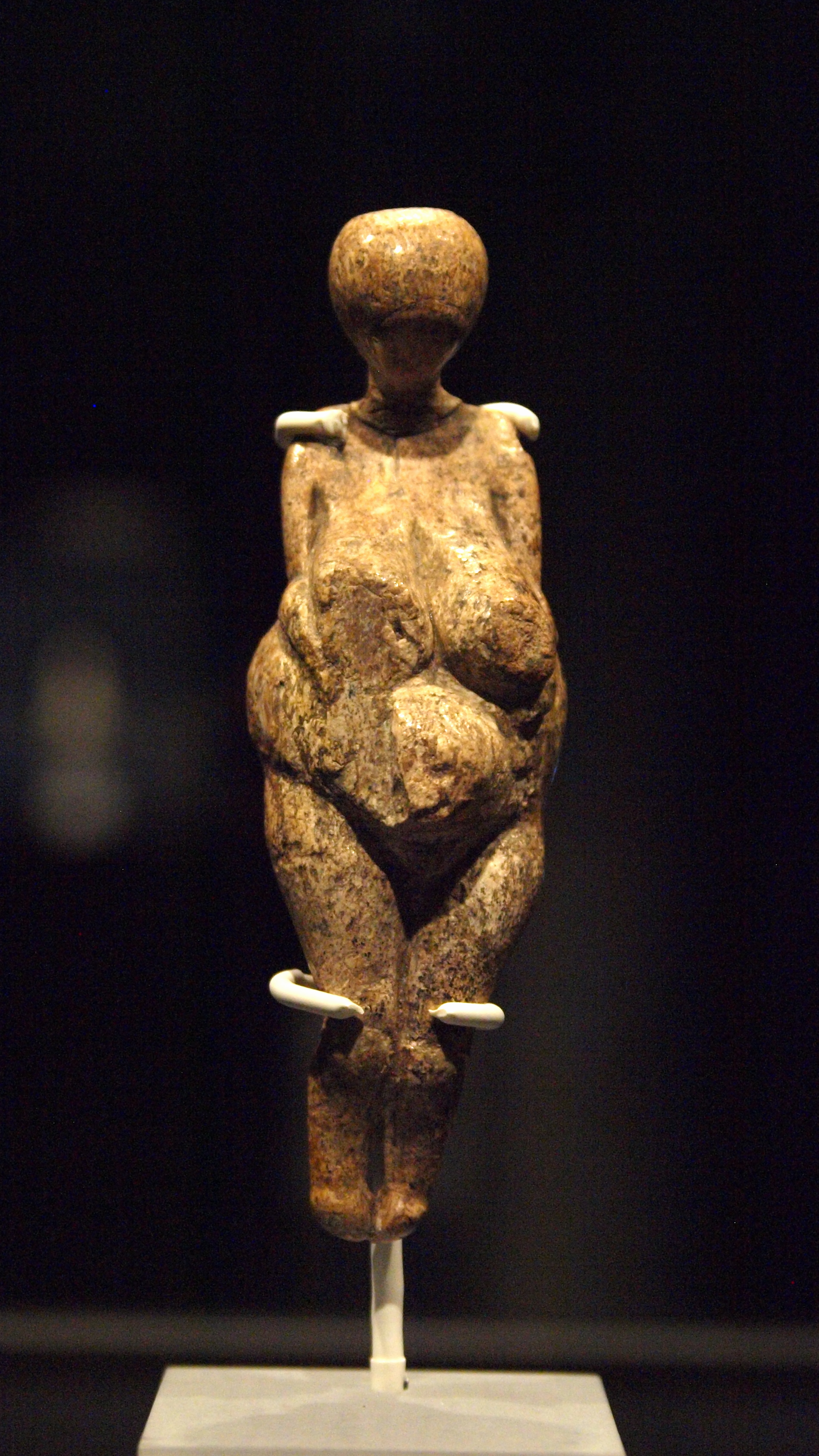
Венера 4 (Ермітаж)

Костенківські венери — умовна назва десяти палеолітичних статуеток жінок, виявлених на палеолітичних стоянках поблизу сіл Костенки і Борщево Хохольського району за 100 км на південь від Воронежу на Східній Слобожанщині. Подібні статуетки також знайдені на Авдіївській стоянці в Курській області. Створено приблизно 23—21 тис. років тому носіями костенківсько-авдіївської культури. Зберігаються у Державному Ермітажі.
В цілому для фігурок характерний єдиний художній канон: округлі форми грудей і живота гіпертрофовані, дуже тонкі руки складені на грудях, ноги трохи зігнуті, обличчя майже гладкі, без деталей. У 1977 р. в Авдєєві було знайдено першу «палеолітичну венеру» з ретельно опрацьованим обличчям (аж до зачіски або шапочки, яка передана рядами насічок). На декількох фігурках помітні прикраси, у тому числі браслети і перев'язок, що оберігає груди.

Виконані фігурки з каменю (вапняку, мергелю) або з бивня мамонта. Культово-ритуальне призначення статуеток із бивня та каменю, очевидно, різнилося. «У фігурок з вапняку навмисно відбиті голови і ноги, пошкоджені груди і живіт», тоді як фігурки з бивня збереглися в недоторканності: їх «зберігали у спеціальних поглибленнях з іншими значущими для давньої людини предметами».

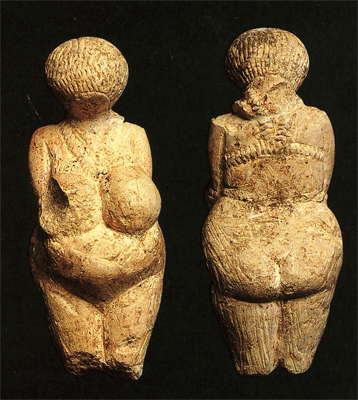
Венера 1
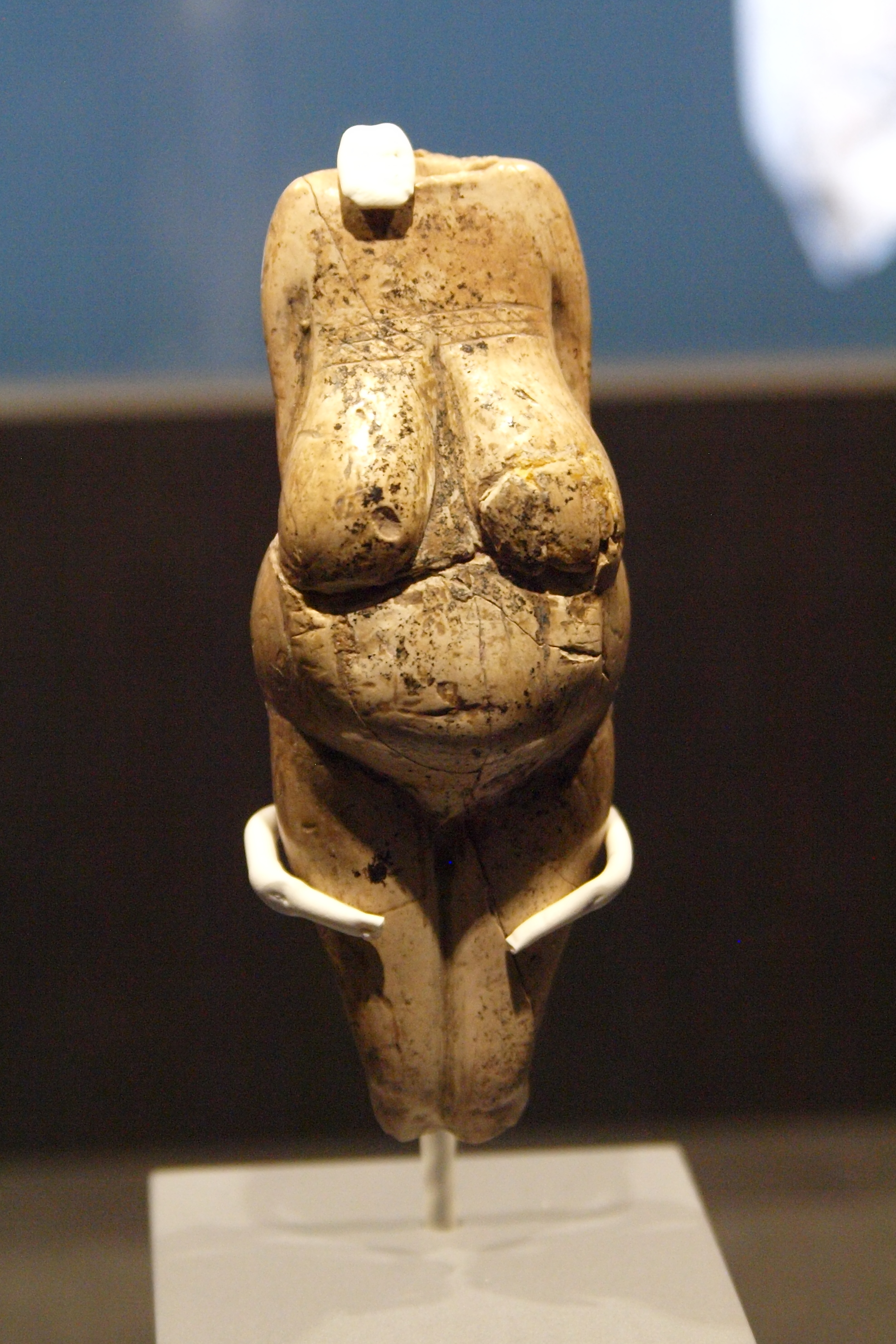
Венера 3